# 頼春水

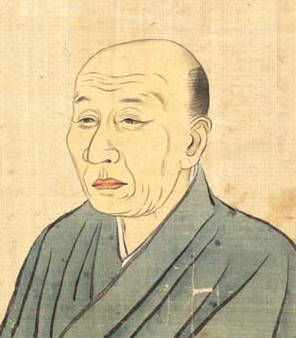
頼春水肖像『近世名家肖像』より

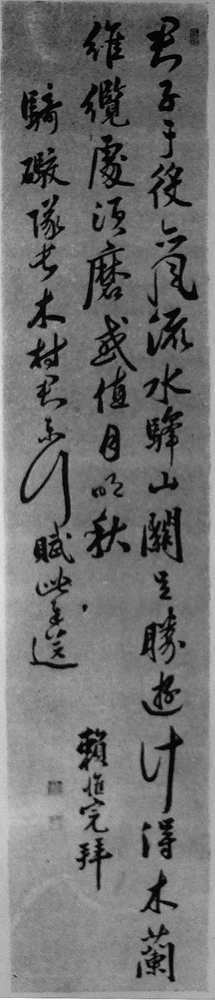
春水筆

頼 春水（らい しゅんすい、延享3年6月30日（1746年8月16日） - 文化13年2月19日（1816年3月17日））は、江戸時代中期・後期の儒学者・詩人。頼山陽の父。
幼名は青圭、諱は惟完あるいは惟寛、字は千秋・伯栗。春水は大坂で用いた号で、江戸では霞崖と称した。別号に拙巣・和亭がある。通称は弥太郎。安芸の人。

## 略伝
安芸国竹原（現在の広島県竹原市）の紺屋を営む富商の頼惟清（亨翁）の長男として生まれる。母の仲子（道工氏）は春水が幼少の頃死去する。惟清は教育熱心な父親であったので、春水は4歳から5歳頃より京坂の学者平賀中南や塩谷鳳洲に就いて学問に勤しむ。宝暦14年（1764年）病気治療と称して大坂に上り、学者や文人を訪ね歩き、趙陶斎に就い書と篆刻を学ぶ。明和3年（1766年）再び大坂に上り、片山北海に入門して経学・詩文を学ぶ。師の北海を盟主とする混沌詩社に参加。詩豪と呼ばれるほど才能が開花した。大坂の文人墨客と交流したが、特に7歳年上の葛子琴と深い友情で結ばれている。
安永2年（1773年）大坂江戸堀北（現在の大阪市西区）に私塾青山社を開く。弟の春風・杏坪も儒者となり三頼と称される。 篠崎三島は「春水は四角く、春風は円く、杏坪は三角だ」と漢詩に譬えて頼兄弟を評した。妻の静子（頼梅颸）は和歌に秀でた文人であった。安永9年（1780年）、34歳の時に長男の山陽が誕生する。
翌年に広島藩の第7代藩主浅野重晟に藩儒として招聘され、一家は安芸に移る。藩内に学問所（現在の修道中学校・修道高等学校）を創立するとともに、天明3年（1783年）から享和3年（1803年）まで江戸勤番となり、春水は単身で赴任し浅野斉賢の教育係を務めている。天明5年（1785年）、自らの信ずる朱子学をもって藩の学制を統一した。その後友人である古賀精里・尾藤二洲・柴野栗山と語り合い、元来は古文辞派であった彼らを見事に朱子学に転向させてしまう。この三人は後に寛政の三博士と称される。寛政9年（1797年）に松平定信が老中となると三博士らと働きかけて朱子学を幕府正学とすることに成功する。また林家の私塾を官学化し昌平坂学問所とした。いわゆる寛政異学の禁にはこのような背景があった。その後も隠然とした影響力を持ちつづけ寛政12年（1800年）には昌平坂学問所に召されて自らも書の講義を行っている。この寛政異学の禁は多くの学者（冢田大峯や赤松滄洲など）から徹底批判され、定信の退陣を早める一因にもなった。にもかかわらず、春水自身は一切矢面に立つことがなく傷ひとつ付かなかった。明治になって徳富蘇峰は「春水は世を渡る上においても、身を処する上においても、なんら間違いなく、なんら危なげも無く、実に安全第一の紳士的学者である」と評している。
長らく江戸に赴任していたが、安芸では寛政8年（1796年）次男の大二郎が病没し、寛政12年（1800年）には長男の山陽が藩を出奔するという大事件を起す。やむを得ず座敷牢に閉じ込めるが、4年後に山陽を廃嫡し、弟の春風の子の景譲を養嗣子として迎えている。享和3年（1803年）に任を解かれ帰国する。文化10年（1813年）、長年の功績により家禄300石を給せられる。これは当時の儒学者としては最高の待遇であった。文化12年（1815年）養子の景譲が病死したため、山陽の子の頼聿庵を嗣子とした。翌年、春水死去。享年71。広島市南区比治山にある安養院（現在の多聞院）に葬られる。孫の聿庵が家督を継いだ。
春水は生前一冊の著書も著さなかったが、没後13年目の文政11年（1828年）に山陽の編集によって『春水遺稿』（11巻・別録3巻・付録1巻）が刊行された。出版費用は実弟の杏坪が藩主に願い出て補助を受けた。主に春水の漢詩を年代順に掲載している。別録に交友録的な回想記である『在津紀事』と『師友志』が掲載されているが、当時の大坂で活躍した文人の人間関係を伝える貴重な資料となっている。
大正4年（1915年）、従四位を追贈された。

## その他の交友関係
- 木村蒹葭堂
- 中井竹山
- 篠崎小竹
- 菅茶山
- 西山拙斎
- 塙保己一